# Överkalix (comune)
Överkalix è un comune svedese di 3 647 abitanti, situato nella contea di Norrbotten. Il suo capoluogo è la cittadina omonima.

## Geografia antropica
Nel territorio comunale sono comprese le seguenti aree urbane (tätort):
| # | Località     | Popolazione |
| - | ------------ | ----------- |
| 1 | Överkalix    | 946         |
| 2 | Tallvik      | 444         |
| 3 | Svartbyn     | 281         |
| 4 | Vännäsberget | 207         |